# Campionati del mondo di ciclocross 1964
I Campionati del mondo di ciclocross 1964 si svolsero ad Overboelare, in Belgio, il 16 febbraio.

## Medagliere
| Pos.   | Nazione | Oro | Argento | Bronzo | Totale |
| ------ | ------- | --- | ------- | ------ | ------ |
| 1      | Italia  | 1   | 0       | 0      | 1      |
| 2      | Belgio  | 0   | 1       | 0      | 1      |
| 3      | Francia | 0   | 0       | 1      | 1      |
| Totale | Totale  | 1   | 1       | 1      | 3      |

## Sommario degli eventi
| Eventi         | Oro                 | Tempo  | Argento                | Tempo   | Bronzo              | Tempo   |
| Uomini         |                     |        |                        |         |                     |         |
| Elite dettagli | Renato Longo Italia | 56'26" | Roger De Clercq Belgio | a 1'48" | Joseph Mahé Francia | a 1'48" |